# Турхан-султан
Турха́н-султа́н (осман. ترخان خديجه سلطان, трансліт. Turhan Sultan; прибл. 1627, ? — 5 липня 1683) — головна наложниця османського султана Ібрагіма І з титулом хасекі, мати султана Мехмеда IV, валіде-султан і регентка Османської імперії в перші роки правління сина; остання представниця періоду жіночого султанату, благодійниця. Походила з України.

## Ім'я
Філіз Караджа, авторка статті про Турхан в Ісламській енциклопедії, відзначала, що хоча стверджувалося, що Кесем-султан дала їй ім'я Хатідже Турхан (тур. Hatice Turhan), османський історик і сучасник Турхан Ушакізаде Ібрагім-ефенді писав, що вона спочатку отримала ім'я Турхан/Тархан (тур. Turhan/Tarhan) і тільки потім Хатідже. Караджа також зазначала, що в старих джерелах цю султанку називали Турхан Хатідже, тоді як у новіших дослідженнях вона згадується як Хатідже Турхан. Османський історик Сюрея Мехмед-бей назвав її Турхан Хатідже Валіде-султан.
Турецький історик Недждет Сакаоглу назвав розділ про неї у своїй книзі Bu mülkün kadın sultanları "Валіде Хатідже Турхан-султан", зазначивши, що в джерелах її називають Турхан Хасекі, Хатідже Турхан-султан і Турхан Валіде-султан, а на фонтані-чешме, побудованому нею в Бешикташі, її ім'я вказано як Хатідже-султан.
Османіст Ентоні Олдерсон, турецький історик Чагатай Улучай і американський професор історії Леслі Пірс вказали тільки один варіант імені — Хатідже Турхан-султан; Улучай, як і Караджа, зазначав, що ім'я їй дала особисто Кесем.

## Біографія

### Походження
Філіз Караджа писала, що Турхан, за чутками, була руського походження (тур. Rus asıllı), народилася в 1627 році, у 12-річному віці була захоплена кримськими татарами і подарована Кесем-султан Кьор Сулейманом-пашею. Цієї ж версії дотримувався і Чагатай Улучай. Недждет Сакаоглу писав, що Турхан народилася ймовірно в 1627 році на території  Русі (тур. Rusya); припущення про рік народження Сакаоглу засновував на тому факті, що коли в 1642 році Турхан-султан народила сина, їй не могло бути менше 15 років. Ентоні Олдерсон, без зазначення будь-яких подробиць, писав, що народилася вона в 1627. Турецький історик Ахмет Рефік Алтинай у праці «Епоха соболів» (тур. Samur Devri) назвав її «руською шатенкою» (тур. Kumral Rus kızıydı), описавши як струнку, світловолосу і світлошкіру дівчину з блакитними очима; Сакаоглу зазначав, що опис цей, вірогідно, недостовірний, оскільки ґрунтується на портретах, написаних через багато років після її смерті. Улучай писав, що Турхан була дуже гарна: висока, струнка, з ямочками на щоках, що ще більше підкреслювали її красу, з білою шкірою, очима глибокого блакитного кольору і сліпуче блискучим каштановим волоссям.
Французький мандрівник Жан-Батист Таверньє, повертаючись із подорожі Сходом в 1668 році, заїхав до Стамбула і в своїх спогадах написав, що на троні знаходиться син Ібрагіма і «черкеської жінки».
За словами сучасного українського історика Тараса Чухліба Турхан народилася в Україні в 1620-х роках. Версію про українське походження висловлювала і Халіме Догру: вона писала, що під час походу султана на Польщу в 1673 році Турхан «побувала на землях, де народилася,— Україні — вдихнула повітря батьківщини і можливо побачилася з сім'єю» (тур. … doğduğu topraklara, -Ukrayna'ya- kadar gidişi, oralann havasını soluyuşu, belki ailesiyle…).
Ахмед Рефік Алтинай у книзі «Життя Стамбула в дванадцятому столітті» і османіст Ентоні Алдерсон, який його цитує, згадували, що Турхан-султан була мусульманкою і у неї був брат Юсуф-ага, який помер у 1689 році. Про існування у Турхан брата Юсуфа згадувала також Філіз Караджа.
Філіз Караджа відзначала, що майбутня хасекі виховувалась у гаремі, а палацову освіту вона отримувала під наглядом молодшої дочки Кесем Атіке-султан. У той же час Улучай писав, що Кесем-султан особисто займалася вихованням наложниці, щоб у найкоротші терміни представити її своєму сину-султану. Пірс же писала, що Турхан, привезена в столицю Кьор Сулейманом-пашею, навчалася в будинку Атіке, але виховувалась Кесем, яка спочатку готувала дівчину до того, що вона стане наступною валіде-султан і тому навчала її не тільки гаремним тонкощам, а й політиці держави.

### Хасекі-султан

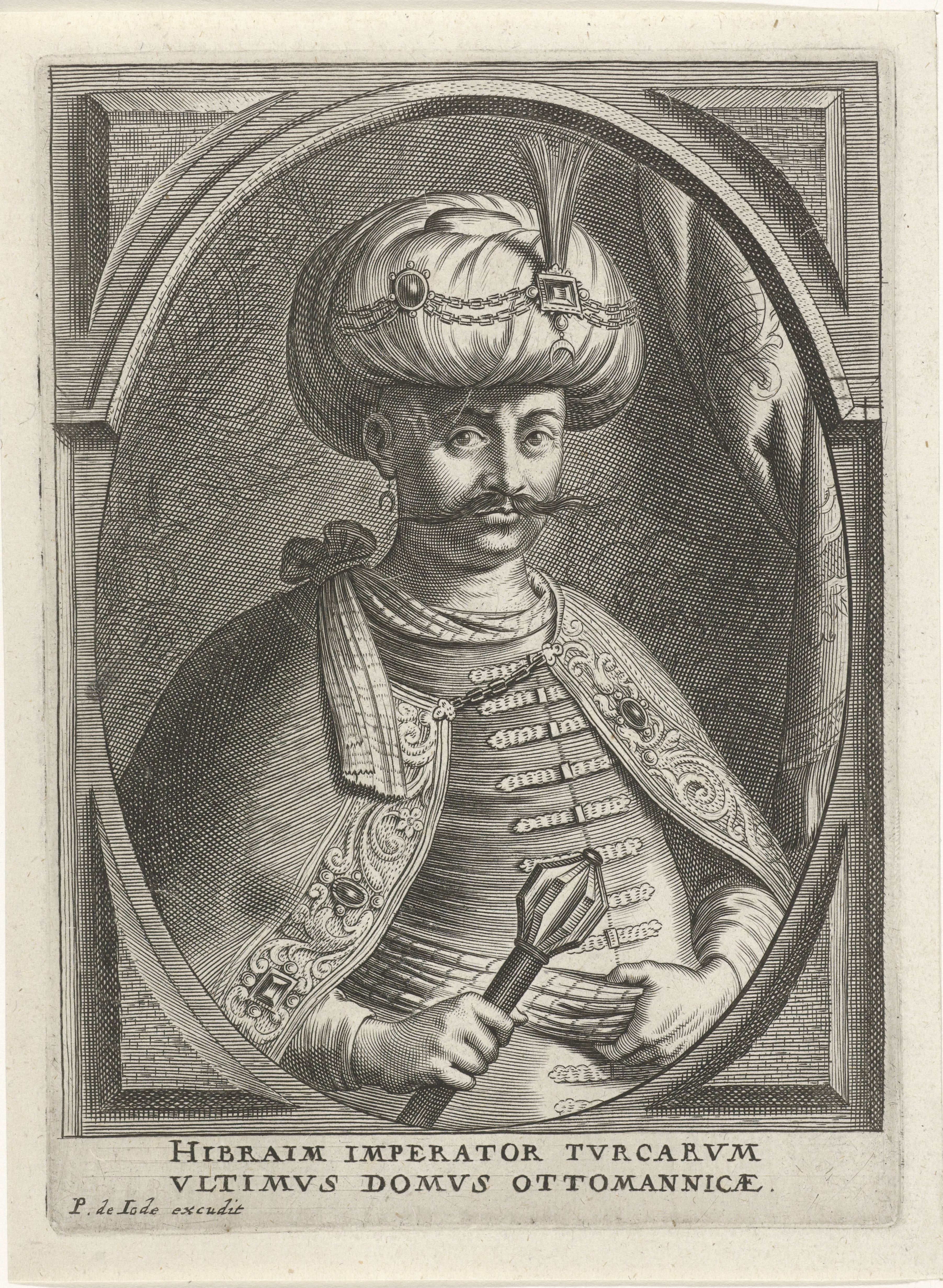
Султан Ібрагім I, башхасекі якого була Турхан

Сакаоглу писав, що Турхан-султан вдалося заблищати на сцені цілком завдяки успіху: на трон зійшов єдиний османський шехзаде, що залишився живим Ібрагім, і сама Турхан стала першою, хто 1 або 2 січня 1642 подолала фінішну лінію забігу на народження першого шехзаде нового султана — її, як і решту дюжину наложниць, до цього забігу змусила Кесем-султан, яка у занепокоєнні через відсутність шехзаде наказувала писати різноманітні обереги, готувати ліки та зілля. Караджа відзначала, що Турхан-султан стала найпершою наложницею, подарованою султану Ібрагіму I. Народження шехзаде Мехмеда відзначалося з великим розмахом, оскільки воно усувало небезпеку припинення османської династії.
Народивши першого спадкоємця, Турхан отримала титул башхасекі. Але Сакаоглу зазначав, що вона не отримала відповідного положення в гаремі: з одного боку, причиною цього була надмірна розпусність Ібрагіма, а з іншого — необмежена влада в гаремі валіде Кесем-султан. Леслі Пірс писала, що Ібрагім більшу частину свого правління ігнорував Турхан. Сакаоглу вважав, що Ібрагім не любив матір свого старшого сина, що доводить, у тому числі, подію, описану істориками того часу: «Султан Ібрагім закохався в жінку, яка приходила до гарему зі своєю дитиною, щоб годувати молоком шехзаде Мехмеда. Одного разу, коли вони любовно балакали в Мермерліку [4-му дворі Топкапи], Турхан помітила їх. Вона нагадала султану, який приласкав сина тієї жінки, що йому треба було б з ласкою ставитися до свого власного шехзаде. Султан, розлютившись на Турхан, кинув Мехмеда в мармуровий басейн. У ситуацію втрутилася Кесем-султан і вигнала годувальницю з палацу». При цьому Улучай зазначав, що до народження сина Ібрагім був закоханий у свою хасекі і не помічав інших наложниць, але дуже швидко переключився на інших наложниць. Згадуючи про випадок з годувальницею, Улучай писав, що Ібрагім любив дитину годувальниці більше, ніж шехзаде Мехмеда, і хотів убити свого сина, кинувши його до басейну. Він також зазначав, що спочатку Турхан ревнувала султана до інших жінок, але з часом, коли Ібрагім повністю переключився на інших наложниць і башхасекі залишилася наодинці, змирилася зі своїм становищем. Леслі Пірс відзначала, що, окрім Турхан, у Ібрагіма було ще 7 хасекі і безліч простих наложниць; до того ж, аж до укладення шлюбу з Хюмашах-султан особливим ставленням султана користувалася не башхасекі, а мати другого сина Ібрагіма Саліха Ділашуб-султан, яка отримувала платню в розмірі 1300 акче щодня, тоді як інші хасекі отримували лише 1000.
Караджа відзначала, що період перебування Турхан у статусі хасекі нічим особливо не виділявся серед інших таких же періодів в історії .

### Валіде-регентка

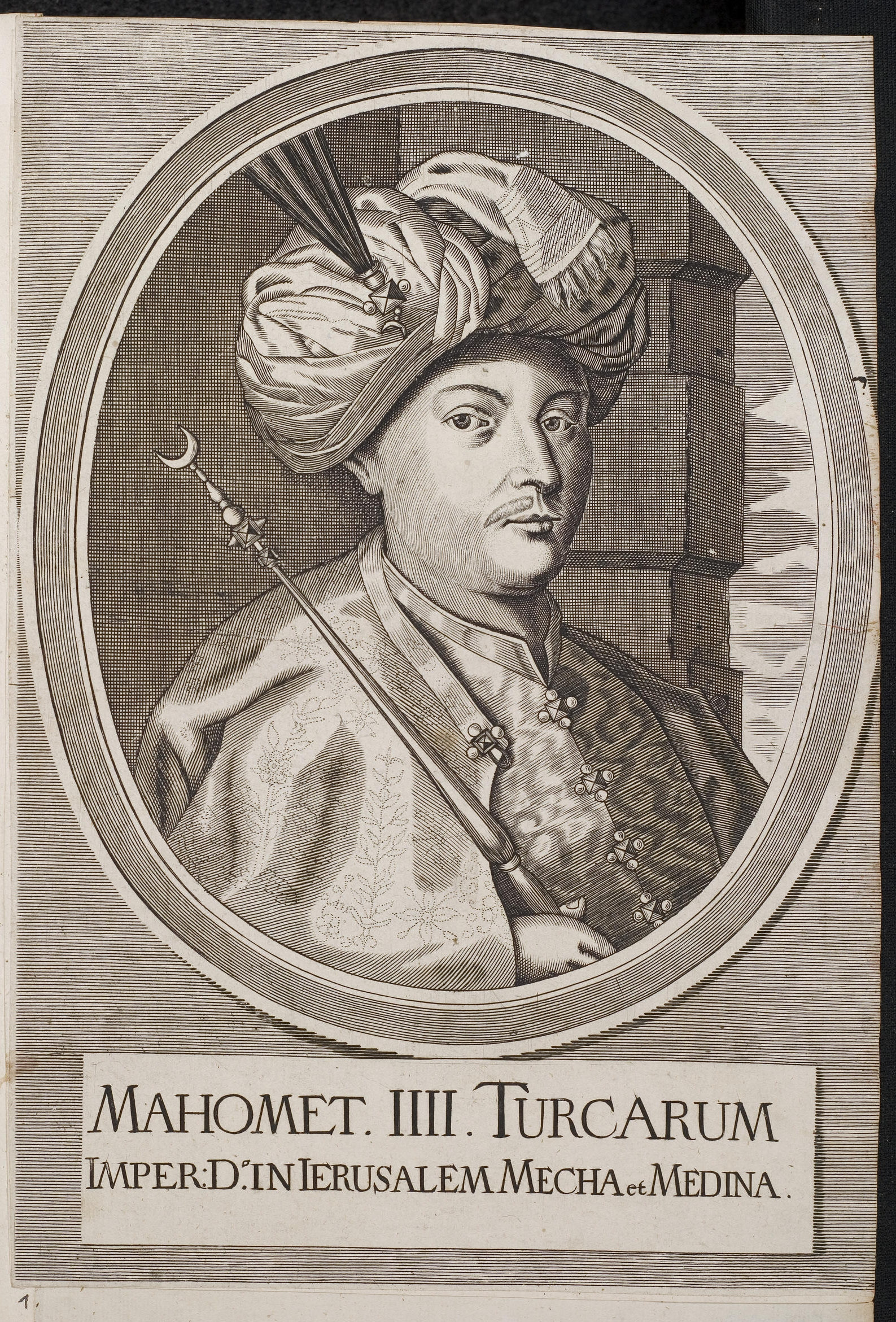
Син Турхан-султан султан Мехмед IV

Син Турхан-султан Мехмед IV став султаном 8 серпня 1848 року (18 раджаба 1058 року за хіджре), а сама вона стала валіде-султан і зберігала цей титул протягом 35 років аж до своєї смерті. Перші вісім із цих тридцяти п'яти років припали на період великих потрясінь імперії — як внутрішніх, так і зовнішніх.

#### Протистояння з Кесем-султан
Перші три роки перебування у статусі валіде Турхан-султан залишалася в тіні своєї владної свекрухи Кесем-султан, яка, будучи матір'ю послідовно двох султанів — Мурада IV і Ібрагіма I — займала пост валіде протягом двадцяти п'яти років. Коли султаном став Мехмед IV, Кесем мусила відправитися в Старий палац, проте зі схвалення своїх прихильників при дворі вона залишилася в палаці як бабуся султана і іменувалася «великою  валіде/старшою валіде» (тур. büyük/kebîr/koca vâlide), тоді як Турхан стали називати «молодшою валіде» (тур. küçük vâlide/vâlide-i sagīr). Улучай зазначав, що Кесем скористалася молодістю, наївністю і недосвідченістю молодшої валіде, щоб залишитися при владі, про це ж згадувала і Леслі Пірс, відзначаючи, що матері Мехмеда IV було всього 22 або 23 роки, коли він став султаном. У ці роки керування гаремом всупереч традиціям також знаходилося в руках Кесем-султан. При цьому платня Турхан у цей період становила 2000 акче в день — на 1000 менше, ніж у її свекрухи. Сакаоглу зазначав, що ім'я матері Мехмеда не тільки жодного разу не було згадано під час джулюса її сина, а й ніде не фігурувало протягом усіх трьох років панування Кесем-султан.
Будучи старшою валіде, Кесем-султан опиралася на підтримку яничар, які становили на той момент основний кістяк державного апарату. У цей час навколо Турхан-султан стала формуватися група її прибічників, що складалася з відомих державних діячів, до яких увійшли, зокрема, колишній Лала Сулейман-ага, вчитель султана Рейхан-ага і мусахіп Ісмаїл-ага. Пірс серед основних прихильників Турхан вказала також великого візира Сіявуша-пашу. Формування партії прихильників Турхан ознаменувало початок боротьби за вплив при дворі. Великий внесок у боротьбу між двома валіде вніс Сіявуш-паша, який став уже четвертим великим візиром за три роки правління маленького Мехмеда IV; Сіявуш-паша, опираючись пануванням яничарів в адміністративному апараті, налаштував проти них багатьох спільників Турхан-султан. Кесем-султан у відповідь підштовхнула яничар до усунення деяких прихильників молодшої валіде, що викликало велике обурення в палацовому гаремі й Ендеруні. Протистояння валіде досягло піку, коли Турхан від довіреної служниці свекрухи Мелекі-калфи дізналася, що Кесем-султан планує отруїти Мехмеда IV, щоб звести на трон його молодшого однокровного брата Сулеймана, мати якого Саліха Ділашуб-султан була покірніша Кесем. Зі схвалення чотирнадцяти прихильників Турхан-султан було прийнято рішення вбити старшу валіде ; Пірс зазначала, що Турхан-султан не тільки була проінформована про те, що відбувається, а й особисто схвалила вбивство свекрухи. Кесем-султан була задушена в ніч з 2 на 3 вересня 1651 року (з 16 на 17 рамазана 1061 року) за ініціативою Лали Сулеймана-аги. Разом з Кесем було вбито її прихильників у палаці, а влада перейшла до рук Турхан-султан.
Згідно з Пірс, вбивство могутньої валіде посіяло смуту в народі: як тільки новини про смерть Кесем досягли столиці, народ потягнувся в мечеті та ринки, а саме місто занурилося в жалобу на три дні.  Слідом за вбивством Кесем були страти її прихильників серед яничарів і в дивані, а потім за наказом Турхан був зміщений зі своєї посади великий візир Сіявуш-паша, який ініціював ці страти.
Після смерті свекрухи, як тільки Турхан очолила гарем, її платню було збільшено до 3000 акче в день; вона також отримувала ренту з пекарні, чотирьох магазинів, двох закладів з мелення й обсмаження кави, а також шести ділянок землі. Окрім того, після смерті Кесем в пашмаклик Турхан увійшов хас Ездін, що раніше належав Кесем.

### Благодійність

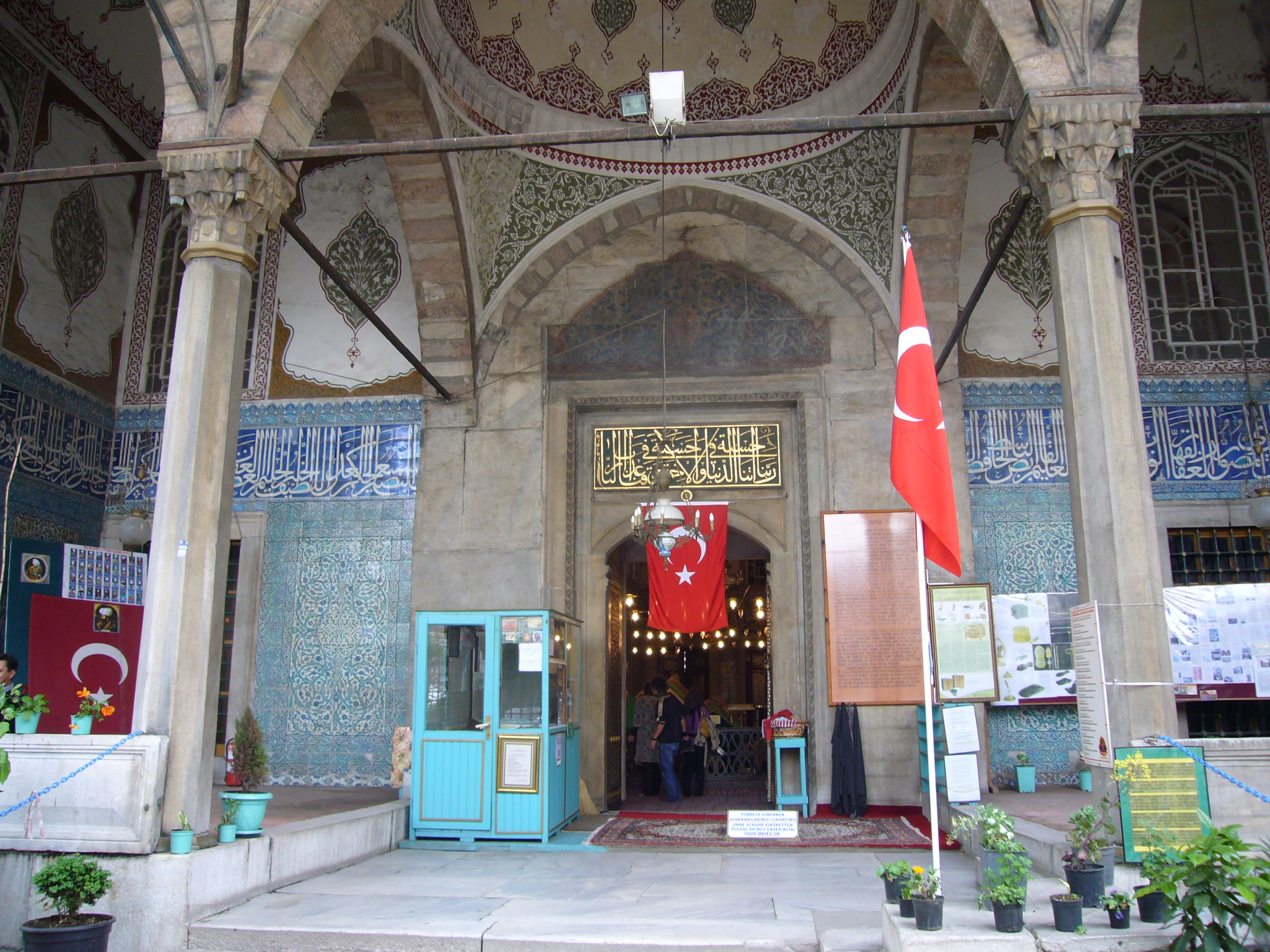
Вхід у тюрбе(мавзолей) Турхан-султан в Новій мечеті, Стамбул.

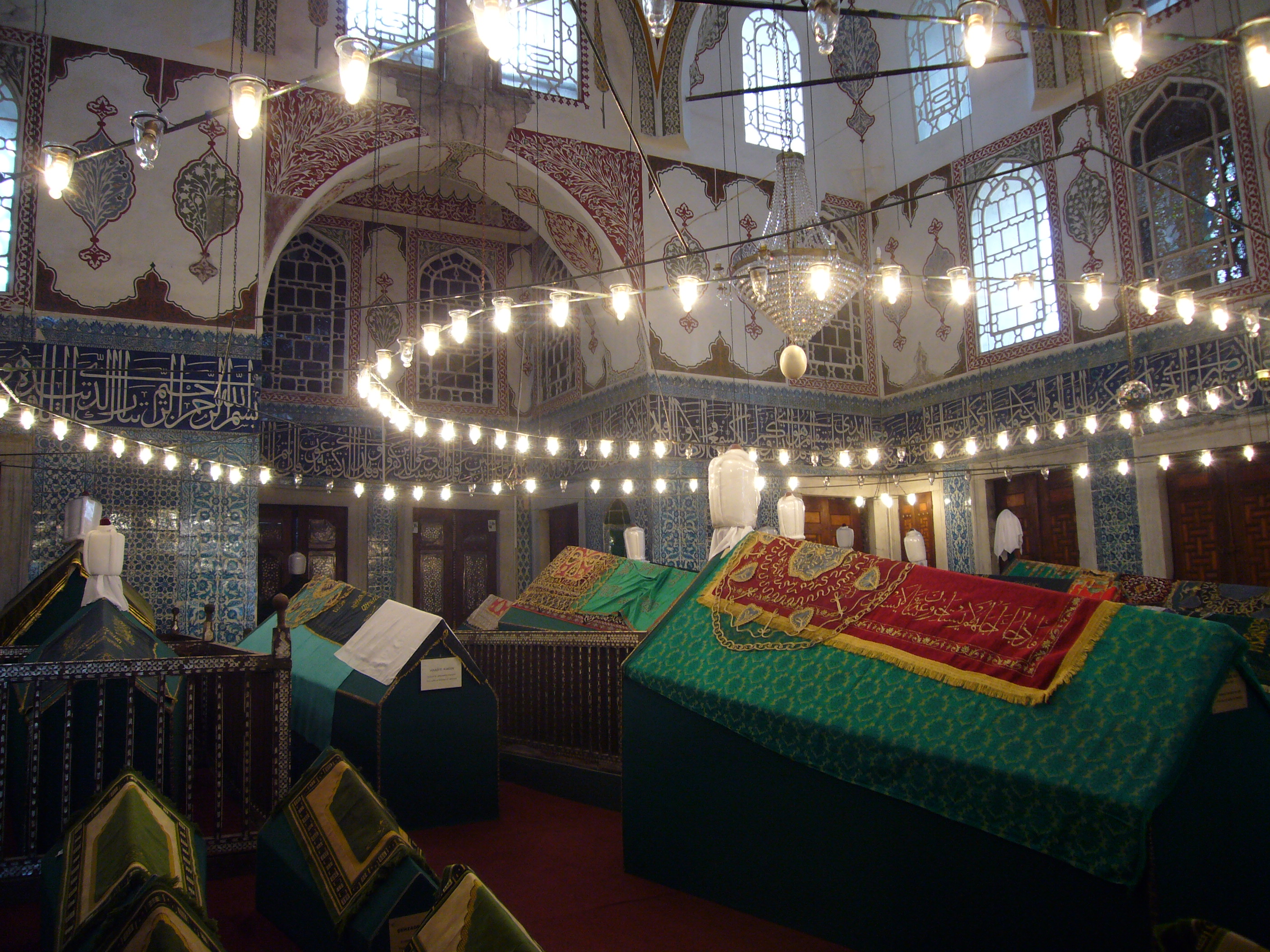
Гробниця Турхан-султан

Оскільки справами держави став займатися великий візир Кепрюлю Мехмед-паша, Турхан активно зайнялася будівництвом. Перший свій проєкт валіде розпочала в 1658 році: у відповідь на венеційську блокаду Дарданелл в 1655 році, яка унеможливила доставку деяких товарів (у тому числі і продуктів) у Стамбул, Турхан замовила будівництво двох фортець біля входу в протоку — проєкт, задуманий ще Кесем-султан. Фортеці, одна на європейській стороні, друга — на азійській, були добудовані в 1661 році і збереглися до наших днів. Цей проєкт поставив Турхан Хатідже на ту ж ступінь, що і Мехмеда Завойовника, і інших султанів, які побудували фортеці в тому ж районі.
Найбільшого визнання валіде домоглася, добудувавши в Стамбулі Нову Мечеть Валіде. Вона має цікаву історію будівництва: перший камінь мечеті в Еміньоню був закладений ще Сафіє-султан, прапрабабусею султана Мехмеда IV, в 1597 році; для будівництва Сафіє вибрала ту частину міста, де проживало найменше мусульман, і хотіла цим зробити «невірних» мусульманами. Однак, в 1603 році, смерть султана Мехмеда III, сина Сафіє, зупинила будівництво мечеті, яке було відновлено тільки через понад півстоліття. У 1660 році площа, де вона була недобудованою, постраждала від пожежі. Пожежа привернула увагу Турхан і до самої мечеті, будівництво якої, за її наказом, було завершено в 1665 році. Окрім неї, в комплекс також увійшли монарший павільйон, початкова школа, громадський фонтан, ринок прянощів і великий мавзолей Турхан-султан. Комплекс отримав славу першої імперської мечеті, побудованої жінкою.
Турхан стала останньою представницею Султанату жінок — валіде-регенткою при малолітньому синові. Вона активно займалася благодійністю і в народі була відома як покровителька бідних. 
Турхан Хатідже-султан померла 5 липня 1682 або 1683 року в Едірне і була похована у власному тюрбе в «Новій мечеті Валіде», де пізніше був похований її син та інші нащадки.

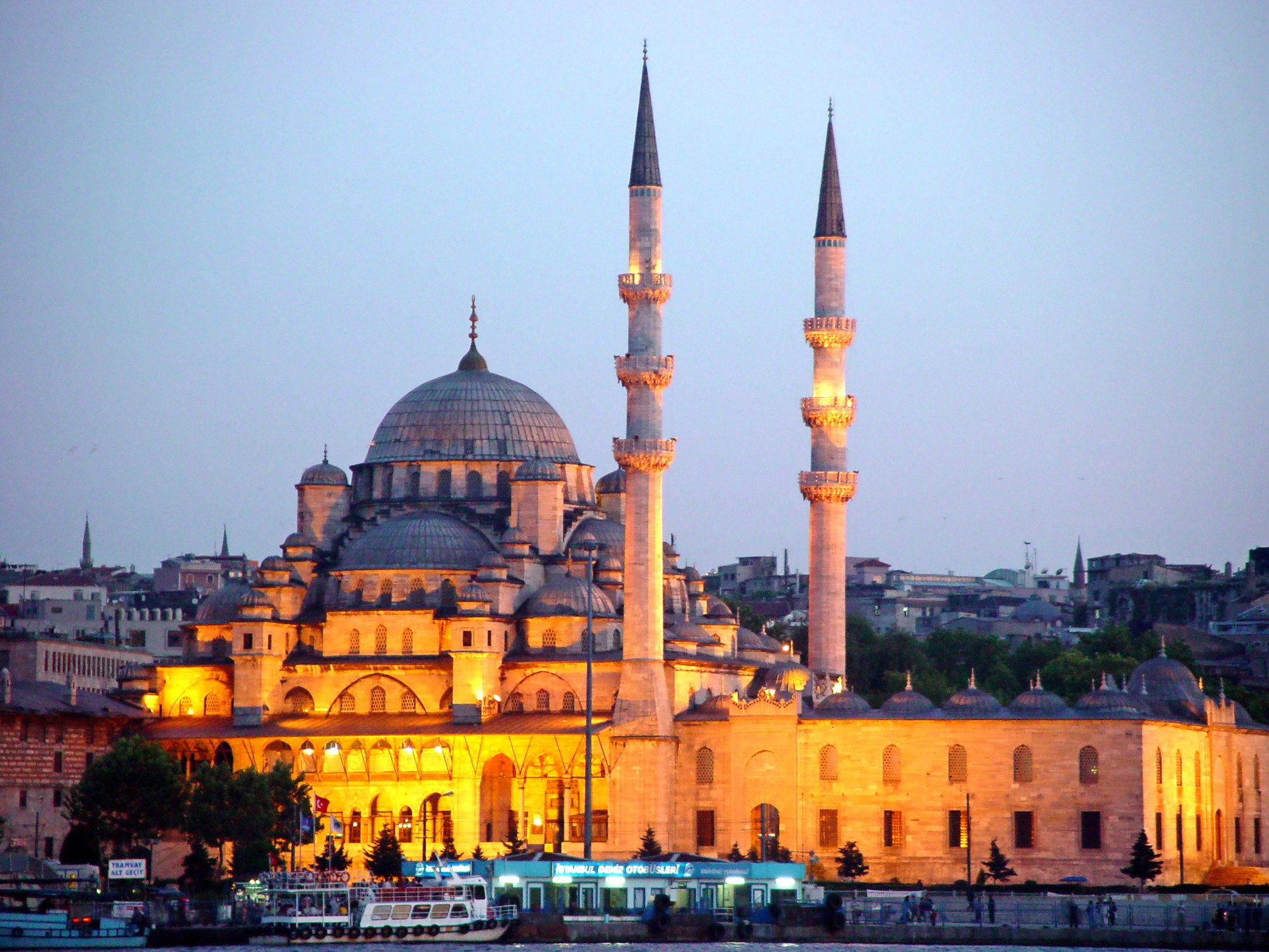

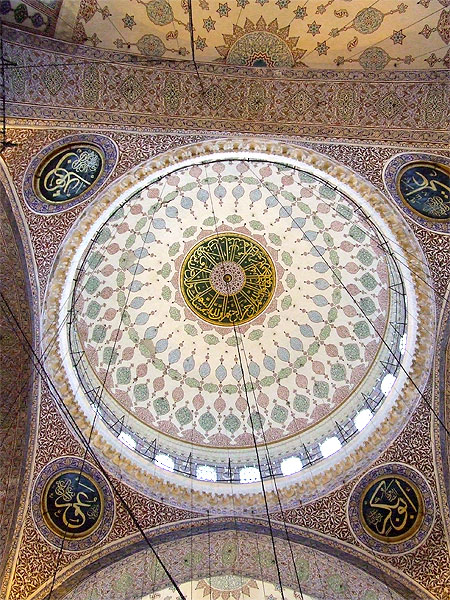
Нова мечеть в Еміньоню, Стамбул.

## Діти
Мехмед Сюрея-бей і Чагатай Улучай називають тільки одну дитину Турхан — султана Мехмеда IV.
Філіз Караджа називає ім'я тільки сина Турхан, проте вона зазначає, що зустрічаються згадки про дочку цієї валіде.
Недждет Сакаоглу у своїй праці Bu mülkün kadın sultanları у розділі про саму Турхан крім Мехмеда вказав, що в неї була дочка Атіке-султан (після 1642 — між 1666 і 1693);  цієї ж версії дотримувався і Ентоні Олдерсон. Разом з тим, Сакаоглу в розділі про фаворитку Мехмеда IV Еметуллах Гюльнуш-султан вказує, що у султана було дві повнорідних сестри  Гевхерхан-султан (бл./в 1642)  - 1694) і  Бейхан-султан (1645-1700).

## Образ у мистецтві
Турецький письменник та історик Решад Екрем Кочу у романі «Кесем-султан» під виглядом гаремних пліток назвав Турхан-султан «українською селянкою» (тур. Ukraynalı köylü kızı), викраденою татарами і проданою біля берегів Дунаю одному з санджакбеїв Кьор Сулейману-паші, а той подарував 13-річну дівчину до палацу Кесем-султан в подяку за якусь послугу.
Мати Мехмеда IV є головною героїнею роману української журналістки Олександри Шутко «Хатідже Турхан»; у романі Турхан за походженням є українкою з Поділля (з Хотина) і до отримання гаремного імені носить ім'я Надя.
Турхан є однією з персонажів турецького фільму «Махпейкер» (2010), роль виконала Башак Парлак. Вона також з'являється наприкінці другого сезону турецького телесеріалу «Величне століття. Нова володарка», роль виконує Ханде Догандемір.